# Arthur Raymond Brooks
Arthur Raymond Brooks, né le 1er novembre 1895 à Framingham (Massachusetts) et décédé le 17 juillet 1991 Summit (New Jersey), était un aviateur, as de l'Aviation Section (en)durant la Première Guerre mondiale, crédité de six victoires.
Il a été un pionnier dans le développement de la radionavigation utilisée par les pilotes dans le but de se localiser et de naviguer aussi bien entre appareils aériens qu'avec des contrôleurs au sol.
Brooks a également participé aux premières tentatives de commercialisation de l'avion comme transport de passagers et a été l'un des premiers pilotes à intégrer le département des Postes des États-Unis, l'United States Post Office Department.

## Biographie

### Enfance
Brooks est né à Framingham, dans le Massachusetts. Il est major de sa promotion à la Framingham High School (en), en 1913 et également diplômé du Massachusetts Institute of Technology en 1917.
Il s'engage dans l'U.S. Army Signal Corps et rejoint la School of Military Aeronautics de la Royal Flying Corps, au Canada, de septembre à novembre 1917. Brooks s'entraîne dès lors avec le 139e Texas Squadron de novembre 1917 à février 1918.

### Première Guerre mondiale

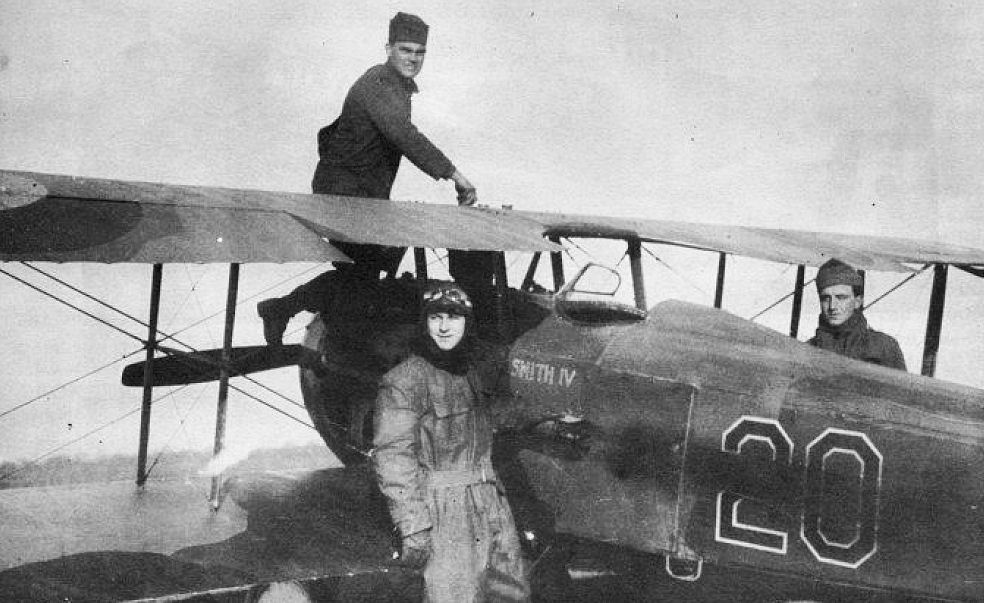
Le capitaine Arthur Raymond Brooks (centre) près de son SPAD S.XIII, le « Smith IV » sur l'aérodrome de Belrain, en France, en 1918.

En mars 1918, il est transféré en France avec son nouvel appareil, le « Smith IV », un SPAD S.XIII qui se trouve désormais au National Air and Space Museum. Il devient le commandant du 22e Aero Squadron. Ses actions lui valent une recommandation pour la Medal of Honor. L'US Army n'attend tout de fois pas la réponse et lui décerne la Distinguished Service Cross.
Il aura officiellement abattu six appareils mais dix appareils semblent correspondre davantage à la réalité. La différence s'explique par la difficulté de comptabiliser les victoires.

### Après la Première Guerre mondiale
Rentré aux États-Unis et stationné à Kelly avec le 95e Pursuit Squadron, il en prend la direction en 1920. Peu de temps après il reçoit le commandement du 1er Pursuit Group et se marie le 25 septembre 1920 à Ruth Connery avec qui il aura un fils, prénommé Peter. Il quitte l'armée en 1922.
Trois ans plus tard, il intègre la Florida Airways (en).

## Apparitions
Brooks apparait sur Last Victory, une peinture de Roy Grinnell. Un livre autobiographique, écrit par Walter A. Musciano lui est également dédié. 
Il est également cité dans la série Dogfights de la chaîne History, au cours du sixième épisode de la seconde saison, The First Dogfighters, qui le met en scène lors des évènements du 14 septembre 1918, journée durant laquelle il engage seul un combat contre huit Fokker D.VII. L'épisode indique qu'il réussit à abattre quatre des appareils ennemis mais que l'Army ne lui en crédite que deux. Il parvint finalement à échapper aux quatre avions restants grâce aux capacités moteurs plus importantes de son avion.

## Récompenses
Le capitaine Brooks est récipiendaire de Silver Star et de l'Aero Club of America's Medal of Merit. 
La Distinguished Service Cross lui est décernée avec la citation suivante :

« The Distinguished Service Cross is presented to Arthur Raymond Brooks, Second Lieutenant (Air Service), U.S. Army, for extraordinary heroism in action over Mars-la-Tour, France, September 14, 1918. When his patrol was attacked by 12 enemy Fokkers over Mars-la-Tour, 8 miles within the enemy lines, Second Lieutenant Brooks alone fought bravely and relentlessly with eight of them, pursuing the fight from 5, 000 meters to within a few meters of the ground, and though his right rudder control was out and his plane riddled with bullets, he destroyed two Fokkers, one falling out of control and the other bursting into flames. »

— General Orders No. 123, W.D., 1918